# Ernst Kiefer
Ernst Philipp Kiefer (* 16. Februar 1869 in Homburg; † 13. August 1936 in Kirchheimbolanden; Pseudonym De Dunnersberger Vetter) war ein saarpfälzer Mundartdichter.
Der Vater von Ernst Philipp Kiefer war ein aus Niederhochstadt stammender Rentamtsgehilfe, seine Mutter stammte aus Neustadt an der Weinstraße, die in Kaiserslautern ihre Familie gegründet hatten. Dort besuchte er die Volks- und dann die Lateinschule. In den Ferien war er immer bei den Großeltern und einem Onkel väterlicherseits in Niederhochstadt. Schon früh – angeregt durch Gedichte und Geschichten, die er in der Nähschule seiner Mutter aufnahm – begann er mit dem Schreiben. Ohne Namensnennung erschienen seine Werke im Kaiserslauterer Sonntagsblatt. Als Lehrberuf entschied er sich für die Verwaltungslaufbahn, die er bei der Stadt Kaiserslautern absolvierte. Danach ging er in den mittleren Eisenbahndienst, den er annähernd 40 Jahre lang verrichtete. Seine Beförderungen reichten bis zum Stationsvorsteher. Diese Position hatte er in Kirchheimbolanden und Neustadt inne.
Seine Frau Clara (Clärchen) Jung, die er 1895 geheiratet hatte, ermunterte ihn zum Schreiben von Pfälzer Mundartgedichten. Ihr und „allen lebensfrohen, gemütlichen leutchen“ widmete er seinen ersten Gedichtband. Mit 59 Jahren ließ er sich aufgrund eines Herzleidens frühpensionieren und genoss seine letzten acht Lebensjahre in seinem Eigenheim in Kirchheimbolanden. Seine beiden Hauptwerke, die Lyrikbände Gassebuwe von 1905 und Kiefernoodle (1928) tauchen in die Kinderwelt, Mutterglück, Vaterhaus sowie Heimat ein und zeigen meist humorvoll die Beschaulichkeit, die fern der Großstädte um die Jahrhundertwende geherrscht hat. Auffallend ist, dass er neben dem ihm „angeborenen“ Kaiserslauterer Dialekt noch zwei weitere, östlichere pfälzer Dialekte benutzt. Immer wieder wurde er von Freunden der Mundart eingeladen, aus seinen Texten zu rezitieren, dies meist im Rahmen  von Veranstaltungen des Verbands für freie Volksbildung und dem Pfälzerwald-Verein. Zwischen 1922 und 1932 druckte der Pfälzische Heimatkalender (ab 1924 Der Jäger aus Kurpfalz) regelmäßig seine meist lustigen Prosageschichten unter seinem Pseudonym De Dunnerberger Vetter ab. Ferner entstanden einige Bühnenwerke wie Die Gehanssnacht und Amor am Spinnrad oder auch die Marionettenstücke Max und Moritz und Kasperle in Nöten. Von den beiden letztgenannten sind die Manuskripte verschollen.
Sein Wahlspruch lautet „Trotz Blattläus, Neid und schwerer Schdunn Un dickem Wolkeflor, E Pälzer Herz findt doch sei Sunn Im goldige Humor.“